# 史密斯縣 (維吉尼亞州)
史密斯县（英語：Smyth County）是美國維吉尼亞州西南部的一個縣。面積1,1171平方公里。根據美國2000年人口普查，共有人口33,081人。縣治馬里昂（Marion）。
成立於1832年2月23日。縣名紀念州議員、聯邦眾議員亞歷山大·史密斯。